# Flash Gordon
 Ovo je glavno značenje pojma Flash Gordon. Za druga značenja pogledajte Flash Gordon (razdvojba).
Flash Gordon je lik iz ZF stripa, autora Alexa Raymonda. Prvi je put objavljen 7. siječnja 1934.